# Schip van Uluburun

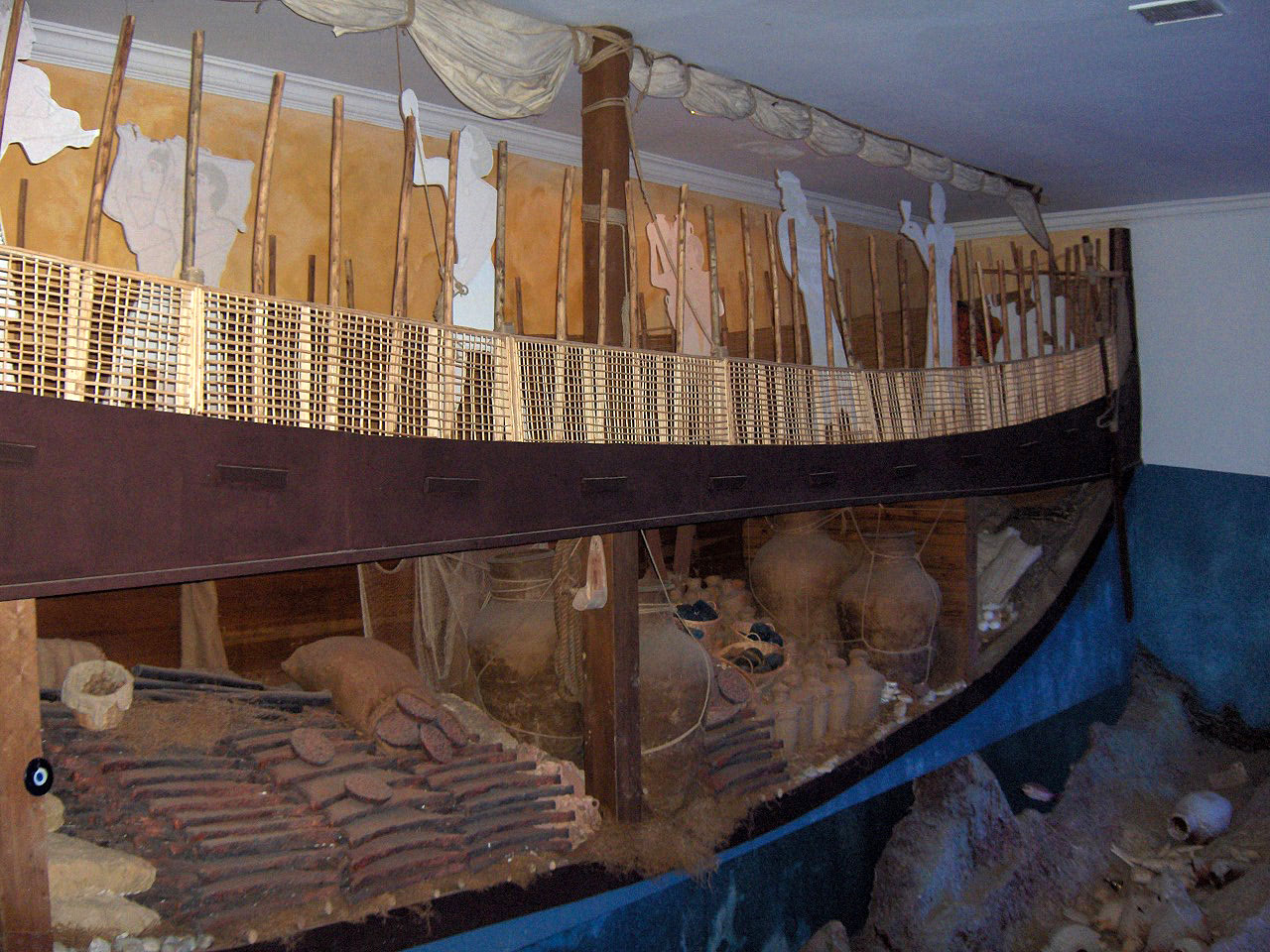
Replica op ware grootte in het museum in de Petrusburcht te Bodrum

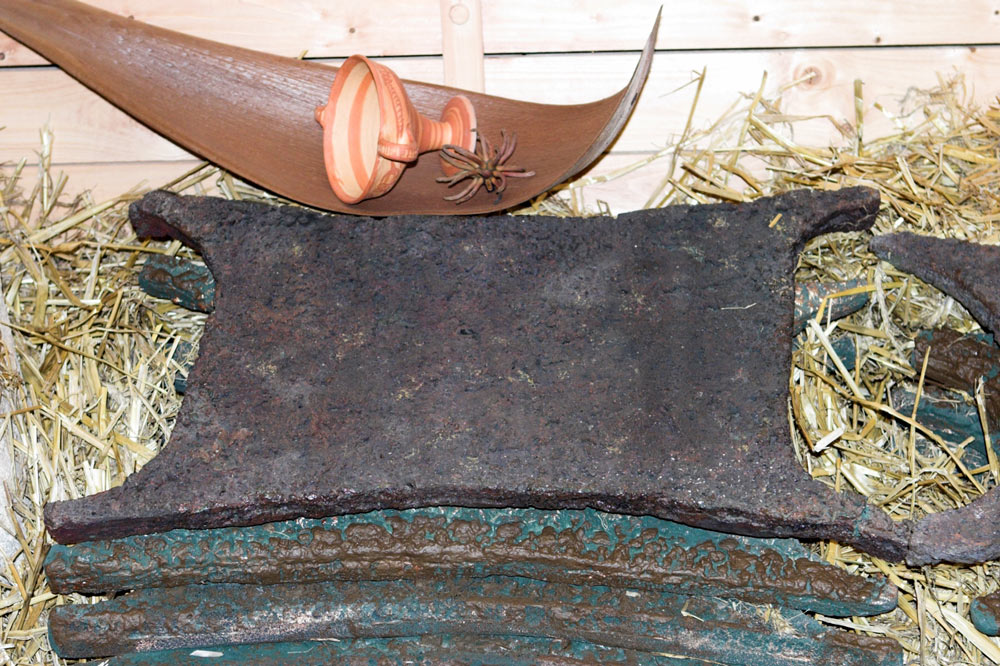
Baren koper uit het wrak

Het schip van Uluburun is het oudst bekende scheepswrak uit de geschiedenis. Het dateert uit de veertiende eeuw voor Christus, de late bronstijd en is een belangrijke archeologische vondst, vanwege de ouderdom, maar ook vanwege de rijkdom van materialen en artefacten die op het schip werden aangetroffen.

## Berging
Het vrachtschip wordt kortweg Uluburun genoemd, naar de vindplaats, nabij de landtong die 8,5 km ten zuidoosten van de Turkse stad Kaş (provincie Antalya) de Middellandse Zee insteekt. Het werd in 1982 bij toeval gevonden door een sponsduiker. In 1984 begonnen duikers met het eerste bergingswerk, dat 16 jaar in beslag zou nemen. De berging en het archeologisch onderzoek werden geleid door de Amerikaan George Bass en vervolgens door de Turk Cemal Pulak. Tijdens het bergingswerk is het schip, dat zich op een diepte tussen 42 en 52 meter bevond, een meter afgedreven, van 60 naar 61 meter uit de oostkust van de landtong. Veel van de geborgen vondsten zijn te bezichtigen in het onderwatermuseum van Bodrum.

## Beschrijving
Het wrak is van een koopvaardijschip, waarschijnlijk uit Cyprus of de Levant. Het was 15 meter lang en kon ongeveer 20 ton vracht verstouwen. De zwaar beschadigde scheepswand was van cederhout dat bevestigd was met pen- en gatverbindingen op een wijze die bekend is van latere Fenicische, Griekse en Romeinse schepen. Fragmenten van roeispanen werden opgedoken, de grootste 1,7 m lang en 7 cm dik. Er waren 24 stenen ankers aan boord, met een gewicht tussen de 120 en 210 kg en twee kleinere van 16 en 21 kg. Dit type ankers is bekend uit de Levant en van Cyprus.
De voornaamste lading bestond uit baren Cypriotisch koper met een gewicht van 10 ton. Daarnaast waren er 1 ton tin afkomstig uit het huidige Afghanistan en 1 ton terpentijnhars in Kanaänitische voorraadkruiken aan boord. Verder waren er blokken ivoor, bijna 200 baren ruw glas uit Mesopotamië, andere voorraadkruiken en aardewerk. Zwaarden en dolken uit Griekenland en Italië behoorden mogelijk toe aan de bemanning of passagiers.

## Datering
Door middel van dendrochronologie werd het schip gedateerd op 1316 tot 1305 v.C., de late bronstijd. De datering werd gedaan met behulp van het brandhout dat aan boord was opgeslagen, niet met het hout van de scheepswand. De datum komt goed overeen met de overige vondsten aan boord. Een gouden Egyptische scarabee aan boord droeg een opschrift met een naam die koningin Nefertiti gebruikte en kan niet ouder zijn dan ca. 1350 v.C. Ook het Myceense en Minoïsche aardewerk aan boord wijst naar deze periode.